# Emre Zafer Barnes
Emre Zafer Barnes, nato Winston Barnes (7 novembre 1988), è un velocista giamaicano naturalizzato turco.

## Palmarès
| Anno                             | Manifestazione          | Sede           | Evento      | Risultato  | Prestazione | Note             |
| -------------------------------- | ----------------------- | -------------- | ----------- | ---------- | ----------- | ---------------- |
| In rappresentanza della Giamaica |                         |                |             |            |             |                  |
| 2006                             | Mondiali juniores       | Pechino        | 4×100 m     | Oro        | 39"05       |                  |
| In rappresentanza della Turchia  |                         |                |             |            |             |                  |
| 2016                             | Europei                 | Amsterdam      | 100 m piani | Semifinale | 10"31       |                  |
| 2016                             | Giochi olimpici         | Rio de Janeiro | 4×100 m     | Batteria   | 38"30       | Record nazionale |
| 2017                             | Mondiali                | Londra         | 100 m piani | Semifinale | 10"27       |                  |
| 2017                             | Mondiali                | Londra         | 4×100 m     | 7º         | 38"73       |                  |
| 2018                             | Europei indoor          | Birmingham     | 60 m piani  | 8º         | 6"64        |                  |
| 2018                             | Giochi del Mediterraneo | Tarragona      | 100 m piani | Argento    | 10"32       |                  |
| 2018                             | Giochi del Mediterraneo | Tarragona      | 4×100 m     | Argento    | 38"50       |                  |
| 2018                             | Europei                 | Berlino        | 100 m piani | 7º         | 10"29       |                  |
| 2018                             | Europei                 | Berlino        | 4×100 m     | Argento    | 37"98       | Record nazionale |
| 2019                             | Europei indoor          | Glasgow        | 60 m piani  | Argento    | 6"61        |                  |
| 2019                             | World Relays            | Yokohama       | 4×100 m     | 7º         | 39"13       |                  |
| 2019                             | Mondiali                | Doha           | 4×100 m     | Batteria   | dq          |                  |
| 2021                             | World Relays            | Chorzów        | 4×100 m     | Batteria   | 39"59       |                  |
| 2021                             | Giochi olimpici         | Tokyo          | 100 m piani | Batteria   | 10"47       |                  |
| 2022                             | Europei                 | Monaco         | 100 m piani | Semifinale | 10"41       |                  |
| 2022                             | Europei                 | Monaco         | 4×100 m     | 7º         | 39"20       |                  |
| 2023                             | Europei indoor          | Istanbul       | 60 m piani  | Semifinale | 7"02        |                  |
| 2024                             | World Relays            | Nassau         | 4×100 m     | Batteria   | 40"04       |                  |

## Altre competizioni internazionali
2018
- Argento in Coppa continentale ( Ostrava), 4×100 m - 38"96